# Microdon aurigaster
Microdon aurigaster är en tvåvingeart som beskrevs av Hull 1941. Microdon aurigaster ingår i släktet myrblomflugor, och familjen blomflugor.
Artens utbredningsområde är Bolivia. Inga underarter finns listade i Catalogue of Life.